# Irma Laukkanen
Irma Riitta Johanna Laukkanen, född 9 december 1958 i Kotka, är en finländsk konstnär. 
Laukkanen studerade 1977–1981 på målerilinjen vid Finlands konstakademis skola, 1981–1982 vid bildhuggarlinjen samt utomlands i Italien, USA, Kina, Nepal och Mexiko. Hon har huvudsakligen utfört tredimensionella arbeten av transparenta, reflekterande material såsom metallnät, favoritmaterialet glas, metall- eller silkestråd. Hon ställde ut första gången 1981. Offentliga konstverk av henne finns bland annat i Vanda huvudbibliotek, Kotka simhall, Fortums huvudkontor, Finlands ambassad i Berlin och i form av en ridå i Ateneums auditorium. Hon har två gånger varit kandidat till Ars Fennica-priset.